# Anouk van Schie
Anouk van Schie (Delft, 4 januari 1982) is een Nederlands zangeres, presentatrice, producer en voice-over.

## Biografie

### Jeugd en opleiding
Van Schie werd geboren in Delft. Ze volgde de hbo-opleiding Culturele en Maatschappelijke Vorming. Na de havo ging ze naar het Koninklijk Conservatorium voor een opleiding viool en zang.

### Doorbraak
Van Schie kreeg in 2004 landelijke bekendheid in de meidengroep Kus, die zij samen met Meike Hurts, Monique de Waal en Fleur Minjon vormde. In 2011 ging de band uit elkaar. Ze was in 2009 te zien in de film Limo. Als producent produceerde ze onder meer de video's voor de speelfilms Verliefd op Ibiza en Tuintje in mijn Hart en reclamespotjes voor het merk Samsung.

### Privé
Ze is gehuwd met Johnny de Mol en ze hebben samen twee zonen.

## Voice-over
Als voice-over sprak Van Schie onder meer de stemmen in bij de programma's:
- Ondernemen doen we zo (RTL 4)
- Alles Over Wonen (SBS6)
- NL Presenteert (SBS6)
- Mijn lichaam, Mijn zorg (SBS6)
- Van Woonvilla naar Droomvilla  (RTL 4)
- Vino (RTL 4)
- Wat vrouwen willen (Net5)
- Lekker Leuk Leven (SBS6)
- Mijn Lifestyle (SBS6)
- Body Mind and Care (RTL 4)
- NL heeft het (RTL 4)

## Presentatie
Ze presenteerde onder meer de volgende tv-programma's:
- 2005 · Kus de dag (Nickelodeon)
- 2007 · Superster the Battle (Nickelodeon)
- 2011 · LifestyleXperience (RTL 4)
- 2013 · Lekker Leuk Leven (SBS6)
- 2014 · Ja, Wij Willen (RTL 4)
- 2014 · Mijn Lifestyle (SBS6)
- 2015 · Alles over Wonen (SBS6)
- 2015 · Mijn lichaam, Mijn zorg (SBS6)
- 2016 · Nederland Heeft Het (RTL 4)
- 2016 · Hier aan de Kust (SBS6)